# Secrets (chanson de Regard et Raye)
Pour les articles homonymes, voir Secrets.
Singles par Regard
Ride It
(2019) Say My Name
(2020)
Singles par Raye
Tequila (en)
(2019) Natalie Don't
(2020)
Clip vidéo
[vidéo] « Secrets », sur YouTube
Secrets est une chanson du disc jockey kosovar Regard et de la chanteuse britannique Raye. Elle est sortie le 23 avril 2020 en single et fait suite à Ride It après être devenu un succès viral sur l'application TikTok,. Une version acoustique de Secrets est sortie le 12 juin 2020.

## Liste de titres
| 1. | Secrets | 2:57 |

| 1. | Secrets (Garden Acoustic Version) | 3:45 |

| 1. | Secrets (MOTi Remix) | 2:35 |

## Crédits
Crédits adaptés depuis Tidal.
- Regard – écriture, composition, production, instruments
- Rachel Keen – écriture, composition, voix
- John Hill – écriture, composition, production
- Jordan Asher Cruz – écriture, composition
- Kennedi Lykken – écriture, composition
- Stephen Feigenbaum – écriture, composition
- Johan Lenox – production
- Dipesh Parmar – éditeur, programmateur
- Stuart Hawkes – ingénieur de mastérisation
- Jenna Felsenthal – ingénieur de voix
- Rob Cohen – ingénieur de voix
- Wez Clarke – production vocale

## Classements et certifications

### Classements hebdomadaires
| Classement (2020)                       | Meilleure position |
| --------------------------------------- | ------------------ |
| Allemagne (GfK Entertainment)           | 84                 |
| Australie (ARIA)                        | 27                 |
| Australie (ARIA Dance)                  | 3                  |
| Belgique (Flandre Ultratop 50 Singles)  | 17                 |
| Belgique (Flandre Ultratop 50 Dance)    | 1                  |
| Belgique (Wallonie Ultratop 50 Singles) | 13                 |
| Belgique (Wallonie Ultratop 50 Dance)   | 3                  |
| Bulgarie (Prophon)                      | 1                  |
| CEI (Tophit)                            | 5                  |
| Croatie (HRT)                           | 4                  |
| Danemark (Tracklisten)                  | 20                 |
| Écosse (OCC)                            | 8                  |
| États-Unis (Hot Dance/Electronic Songs) | 8                  |
| États-Unis (Dance/Mix Show Airplay)     | 2                  |
| France (SNEP)                           | 71                 |
| France (SNEP Ventes)                    | 56                 |
| France (SNEP Radio)                     | 31                 |
| Grèce (IFPI)                            | 48                 |
| Irlande (Irish Singles Chart)           | 7                  |
| Lituanie (AGATA)                        | 13                 |
| Mexique (Mexico Airplay)                | 21                 |
| Mexique (Mexico Inglés Airplay)         | 3                  |
| Nouvelle-Zélande Hot Singles (RMNZ)     | 14                 |
| Pays-Bas (Nederlandse Top 40)           | 11                 |
| Pays-Bas (Single Top 100)               | 17                 |
| Pologne (ZPAV)                          | 9                  |
| Portugal (AFP)                          | 154                |
| Royaume-Uni (UK Singles Chart)          | 6                  |
| Royaume-Uni (UK Dance Chart)            | 1                  |
| Russie (Tophit Radio Top 100)           | 5                  |
| Slovaquie (IFPI Rádio)                  | 22                 |
| Slovaquie (IFPI Singles Digitál)        | 35                 |
| Slovénie (SloTop50)                     | 19                 |
| Suède (Sverigetopplistan)               | 60                 |
| Suisse (Schweizer Hitparade)            | 85                 |

### Certifications
| Région                                                                     | Certification | Ventes/Streams |
| -------------------------------------------------------------------------- | ------------- | -------------- |
| Australie (ARIA)                                                           | Or            | 35 000^        |
| Royaume-Uni (BPI)                                                          | Argent        | 200 000‡       |
| xNon précisé par la certification ‡ventes/streaming selon la certification |               |                |

## Historique de sortie
| Pays / Région | Date          | Format                       | Label             | Réf.  |
| ------------- | ------------- | ---------------------------- | ----------------- | ----- |
| Divers        | 23 avril 2020 | - Téléchargement - streaming | Ministry of Sound | [ 3 ] |